# Vol en rase-motte

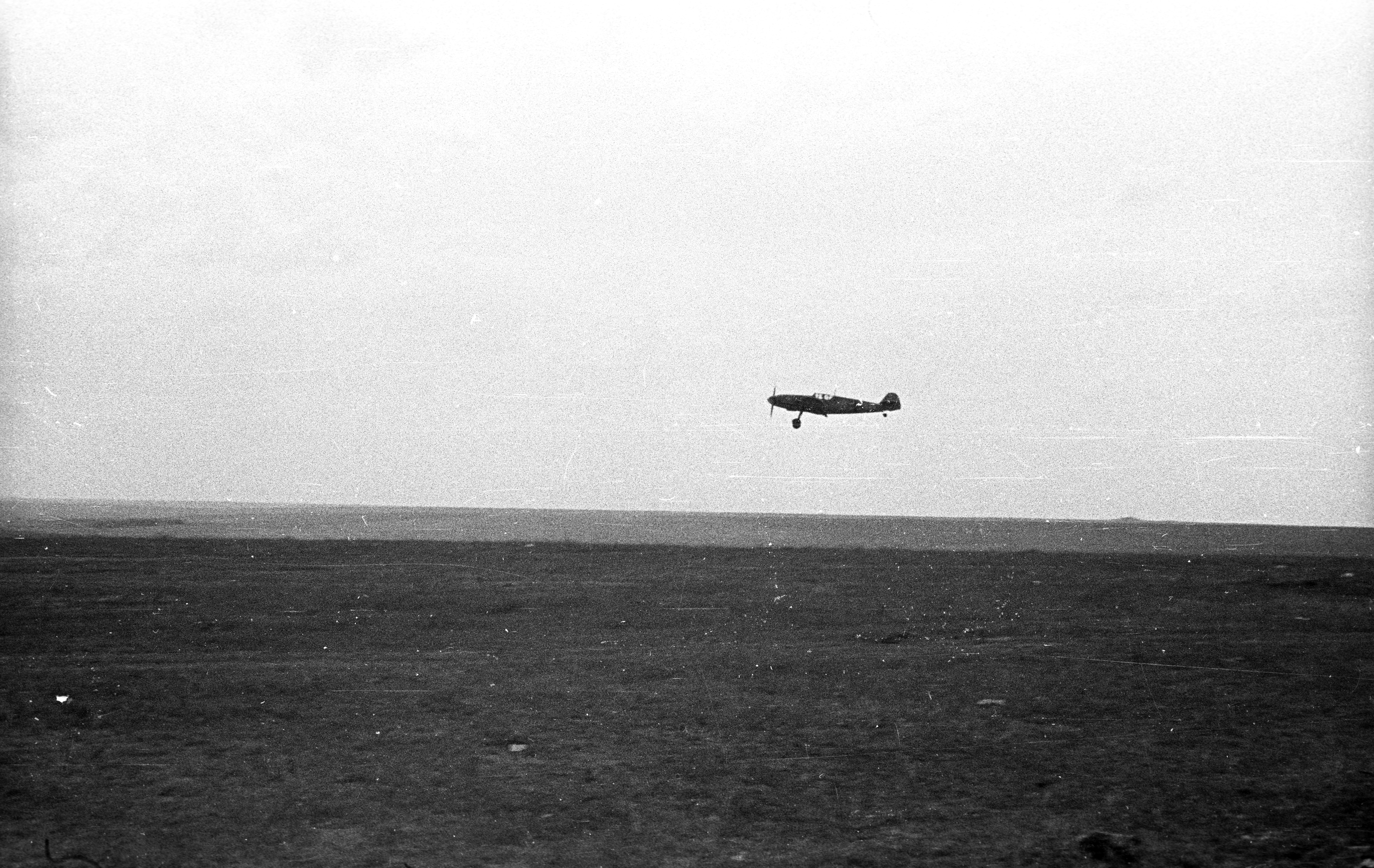
Un Messerschmitt à basse altitude en 1941

Un vol en rase-motte est un vol à très basse altitude, typiquement utilisé par les avions militaires pour voler sous la couverture radar de l'adversaire ou surprendre la lutte antiaérienne au sol. Il a aussi été pratiqué dans l'aviation civile, souvent hors du respect des règlementations.
Un radar de suivi de terrain installé sur l'avion de combat permet un vol à grande vitesse près du sol, jusqu'à moins de 70 m à 1 100 km/h (600 nœuds). Ce radar est également utilisé par les hélicoptères de combat.
Dans l'après-guerre, de nombreux accidents d'avions militaires ou civils lors de vols en rase-motte sont relatés dans l'hebdomadaire Les Ailes au point que, le 13 avril 1947, Raymond Siretta y publie un article intitulé « Le rase-mottes tue ».
Il demande des sanctions pour les avions volant à moins de 100 mètres d'altitude, un délit déjà puni par le Secrétariat général à l’Aviation civile.
Quelques semaines plus tard, un pilote, André Colin, publie, toujours dans la même revue, un « Plaidoyer pour le rase-mottes » concernant le « rase-mottes » mais aussi le « rase-flotte ». Il y fait l'apologie de ce type de vol qu'il qualifie de « tourisme aérien pour goûter les beautés de la Nature ». Selon lui le vol rasant, bien pratiqué, n’augmente pas considérablement le danger, et 90% de ceux qui se tuent en vol rasant sont « de mauvais pilotes, des distraits, des inconscients ou des gens ignorant tout de l’élément qui les supporte. Les dix pour cent qui restent sont des malchanceux ».
Le samedi 21 juillet 1951, au cours d'un vol en rase motte au-dessus de la gare du Vésinet, un avion de type Norécrin se cabre et s’écrase au centre du village, causant la mort des cinq occupants de l'appareil.
Hors agglomération, la hauteur minimale de survol du sol ou de l’eau est de 150 m (500 ft) au-dessus de l’obstacle le plus élevé situé dans un rayon de 150 m (500 ft) de l’appareil.
En France, une réglementation particulière conditionne l'altitude de survol de certaines zones comme des agglomérations, des rassemblements de personnes et d’animaux, des réserves naturelles.
Dans le cinéma, Hitchcock a immortalisé en 1959 dans une scène de 8 minutes dans le film La mort aux trousses, l'attaque en rase-mottes d'un biplan épandeur de pesticides contre Roger Thornhill (Cary Grant). L'avion volant à basse altitude finit par s’encastrer dans le camion-citerne stoppé par Thornill.